# 石黒傳六
石黒 傳六（いしぐろ でんろく、1951年5月4日 - ）は、日本の実業家。アルフレッサ ホールディングス代表取締役社長や、同社代表取締役会長を務めた。

## 人物・経歴
石川県出身。金沢市の薬問屋石黒傳六商店の20代目当主で石黒傳六を襲名。1976年富山大学薬学部卒業。1979年石黒傳六商店を改組した明希に入社。1989年から明希代表取締役社長を務め、カサマツとの経営統合にあたった。1998年合併後のカサマツ明希代表取締役副社長に就任。2000年からはカサマツ明希代表取締役社長として、北邦医薬との経営統合を行い、2001年合併後の明祥代表取締役社長に就任。
2006年にアルフレッサ ホールディングスの傘下に入り代表取締役常務に就任。2007年アルフレッサ代表取締役社長、アルフレッサ ホールディングス代表取締役専務。2009年からアルフレッサ ホールディングス代表取締役社長を務め、価格交渉などにあたった。2016年にはアルフレッサ ホールディングス代表取締役会長となったが、2017年に体調不良を理由に取締役会に辞任を表明して退任した。